# Stabilitet (skeppsteknik)
Stabilitet (latin för orubblighet, stadga) är förmågan att bibehålla och återta sin jämvikt.
En kropps stabilitet är därmed förhållandet mellan den uppåtriktade kraften och tyngdpunkten.

## Historia
Stabiliteten har under sjöfartens historia varit ett stort problem som orsakat många katastrofer.

## Faktorer
Stabiliteten är ett brett begrepp som innefattar och beror på många faktorer, bl.a.
- G - Tyngdpunktens läge
- I - Yttröghetsmoment, inverkan av fria vätskeytor

Viktstabilitet

Formstabilitet

- B - Flytkraft
- D - Djupgående
- {\displaystyle \Delta } - Deplacement

## Stabilitetsbegrepp
Med ett antal av dessa faktorer kända kan ett fartygs stabilitet beräknas med formlerna nedan, stabilitet är dock ett samlingsbegrepp och för att 
- M - Metacentrum
- GZ - Statiskt stabilitet eller Rätande hävarm
- Dynamisk stabilitet

## Formler
{\displaystyle GZ=GM\sin \theta } där {\displaystyle \theta =lutningsvinkel} och {\displaystyle 0^{\circ }\leq \theta \leq 10^{\circ }}

## Stabilitetskrav
Begynnelsevärdet på GM får ej vara mindre än 0.15 m.
Stabilitetsvidden får ej understiga 60 grader
IMO:s stabilitetskrav:
A         0,055   m-rad B         0,03    m-rad
A+B       0,09    m-rad GZ max    >25' (>30')
GZ30'     0,2     m (meter)
GM        0'15    m (meter)